# 让·弗雷德里克·弗勒内
让·弗雷德里克·弗勒内（法語：Jean Frédéric Frenet，法語：[fʁənɛ][fʁənɛ]，1816年2月7日—1900年6月12日），法国数学家，天文学家和气象学家。他出生和逝世的地点均为法国的佩里格。
他最知名的工作是与约瑟夫·塞雷各自独立地发现了弗勒内–塞雷公式。他写出了九个公式中的六个，在当时并没有使用矢量符号或者线性代数。 这些公式在空间曲线（微分几何）理论上非常重要，它们是在1847年弗勒内的博士论文中提出的。这一年，他获得了图卢兹大学博士学位，而且成为了图卢兹大学的教授。一年后，他成为里昂大学的数学教授，同时也是里昂大学天文台的主任。1852年，他在《纯粹与应用数学杂志》上发表了弗勒内公式。
1856年，他的微积分初级读本首次出版，之后改版6次，最后一版（第7版）于1917年出版。